# Egyeztetés (nyelvészet)
A grammatikában az egyeztetés, idegen szóval kongruencia a flektáló nyelvekre és az agglutináló nyelvekre jellemző jelenség, amely révén formai megfelelés jön létre mondatbeli és diskurzusbeli (szövegbeli) entitások között grammatikai kategóriák kifejezésének szempontjából.
A jelenség elsősorban mondatrészek között létezik, és ezzel mondattani viszonyok fejeződnek ki.
Alárendelő szószerkezet esetében az egyeztetés abban áll, hogy az alaptag megköveteli az alárendendeltjétől, hogy ez is fejezze ki teljesen vagy részben a rá jellemző grammatikai kategóriákat. Ugyancsak a mondat szintjén nemcsak alárendelő szószerkezeten belül van egyeztetés, hanem hozzárendelő viszony esetében is, az alany és az állítmány között.
Nemcsak egymással mondattani viszonyban álló entitások között van egyeztetés, hanem olykor olyanok között is, amelyek közül az egyik csak utal egy másikra (forikusnak nevezett kapcsolat), úgy a mondaton belül, mint a diskurzusban, ezzel hozzájárulva a szövegösszefüggés megteremtéséhez.
Az egyeztetés szempontjából hasonlóságok és különbségek is vannak nyelvek között, úgy azon mondatrészeket illetően, melyeket érint az egyeztetés, mint a bevont grammatikai kategóriák tekintetében. Az egyeztetésnek nagyobb szerepe van azokban a nyelvekben, amelyekben több grammatikai kategória van kifejezve (például a személy és a szám mellett a grammatikai nem és az eset), mégpedig nagy mértékben toldalékok segítségével, mint azokban a nyelvekben, amelyekben kevesebb kategória van kifejezve, és kisebb a toldalékok szerepe, amilyen az angol.

## A mondategység szintjén
A mondategység (egyszerű mondat, tagmondat) szintjén az egyeztetés elsősorban mondatrészeket érint. Egy mondatrész vonz egy vagy több másikat. Az egyeztetés általában alaki, vagyis ugyanaz a kategóriabeli vonás jellemzi az érintett mondatrészeket, de lehet értelmi is, azaz a vonások különböznek.

### Az állítmány egyeztetése
Az alany és az állítmány közül az előbbi vonzza az utóbbit. Közöttük az egyeztetés elsősorban számban és személyben történik. Egyes nyelvekben és bizonyos típusú állítmányokat illetően, valamint bizonyos igealakok esetében nembeli egyeztetés is van.

#### Egyszerű alannyal
Egyes nyelvekben az igei állítmány csak számban és személyben egyezik az alannyal:
- (magyarul) Elindult a vonat, A lányok az egyetemen találkoztak;[9]
- (angolul) The garden looks nice ’A kert szépen néz ki’, The gardens look nice ’A kertek szépen néznek ki’.[10]

Más nyelvekben ezek mellett nemben is van egyeztetés, amikor bizonyos igealakokról van szó.
Például a román nyelvben csak a szenvedő ige esetében történik ez, ugyanis a melléknévi igenév jelzi a nemet, pl. Cărțile vor fi puse la loc ’A könyvek a helyükre lesznek téve’. Itt a puse alak kifejezi a többes számmal együtt a nőnemet is, mivel az alany nőnemű és többes számban áll.
A francia nyelvben nemcsak a szenvedő igével kifejezett állítmány egyezik nemben, hanem a visszaható alakú ige is (bizonyos esetekben), de még néhány cselekvő ige is, amikor a múlt idejű melléknévi igenévvel képzett igealakokban áll az állítmány. Igaz ugyan, hogy ez az egyeztetés a nyelv történetének csak egy bizonyos időszakában létezett a beszédben, és mára többnyire csak írásban jelenik meg:
Notre équipe de football est dirigée par M. Lévêque ’Labdarúgó csapatunkat Lévêque úr vezeti’ (szó szerint ’Labdarúgó csapatunk Lévêque úr által van vezetve’). A szenvedő igenemű állítmányban részt vevő dirigée melléknévi igenév egyezik számban és nemben a nőnemű alannyal.
Nous nous sommes inscrits à un cours de dessin ’Rajztanfolyamra iratkoztunk be’ – visszaható alakú ige, hímnem többesszámú alany és melléknévi igenév az állítmányban.
Ma sœur est allée voir une exposition de photographies ’A nővérem fotókiállítást ment megnézni’ – cselekvő ige, nőnem egyes számú alany és melléknévi igenév az állítmányban.
Ebben a nyelvben olyan esetek is vannak, amikor az állítmány egyszerre egyezik egyrészt az alannyal számban és személyben a segédige révén, másrészt a tárggyal, számban és nemben a lexikai jelentésű ige múlt idejű melléknévi igenevének révén: Sa petite fille, Paul l’a mise sur ses épaules ’Kislányát Paul a vállára ültette’ – összetett múlt idejű cselekvő ige, egyes szám 3. személyű alany és segédige, valamint az ige előtt álló egyes szám nőnemű tárggyal egyeztetett múlt idejű melléknévi igenév.
A közép-délszláv diarendszer nyelveiben az állítmány nembeli egyeztetése a fenti eseteken kívül mindegyik cselekvő ige esetében is megvan. Kétféle melléknévi igenév lévén, mindkettőnek az állítmányban való részvételekor megvan a nembeli egyeztétes:
(szerbül) Škola je otvorena 1932. godine ’Az iskola az 1932-es esztendőben lett megnyitva’ – szenvedő ige, nőnem egyes számú alany és szenvedő melléknévi igenév.
(horvátul) Upravo sam se počešljala ’Az előbb fésülködtem meg’ – visszaható ige, nőnem egyes számú alany és cselekvő melléknévi igenév.
(montenegróiul) Morali bismo ga pośetiti ’Meg kellene látogatnunk őt’ – cselekvő ige, hímnem többes számú alany és cselekvő melléknévi igenév.
A szuahéli nyelvben és egyéb bantu nyelvekben mindig egyezik az állítmány az alannyal és a határozott tárggyal. Például az Adamu umekileta kisu ’Adamu elhozta a kést’ szuahéli mondatban az állítmány viseli az alany (Adamu) szóosztályára utaló u- prefixumot, és a tárgy (kisu) szóosztályát képviselő ki- prefixumot.
Amikor névszói állítmányról van szó, a magyar nyelvben a kopula számban és személyben egyezik az alannyal, a névszói rész pedig számban: Szép vagy, Magyarok vagyunk.
Az angolban a kopula egyezik számban és személyben, viszont a melléknévvel kifejezett névszói rész nem egyezik számban: Milk is good ’A tej jó’, These pictures are good ’Ezek a festmények jók’. Azonban a főnévvel vagy névmással kifejezett névszói rész egyezik számban, és néhány nemek szerinti alakkal rendelkező főnév is van, amelyek nemben is egyeznek: These letters are yours ’Ezek a levelek a tieid’, He is an actor ’Ő színész’, She is an actress ’Ő színésznő’.
A fentebb említett többi európai nyelvben a névszóval kifejezett névszói rész számban és nemben egyezik, amennyiben van nemek szerinti alakja (melléknév, mutató névmás, birtokos névmás, határozatlan névmás, személyt vagy állatot megnevező főnév):
- (franciául)[22]

Ils sont fort riches ’Ők nagyon gazdagok’ – A riches névszói rész többes számban egyezik a többes szám hímnemű alannyal. A nembeli egyeztetés nincs jelezve, mivel a riche melléknévnek egyes számban csak egy alakja van.
Cette valise est lourde ’Ez a bőrönd nehéz’ – egyes szám, nőnem;
- (szerbül) Predavanje je bilo kratko ’Az előadás rövid volt’ – egyes szám, semlegesnem;[23]

(montenegróiul): Na kraju su svi bili zadovoljni ’Végül mind elégedettek voltak’ – többes szám, hímnem;
- (románul)[25]

Ciobanii sunt tineri ’A juhászok fiatalok’ – többes szám, hímnem;
Cartea este a mea ’A könyv az enyém’ – egyes szám, nőnem.
Egyes névszóragozással rendelkező nyelvek grammatikáiban szó van esetbeli egyeztetésről is a névszói rész és az alany között. Például a román nyelvben mindkettő mindig alanyesetű. A közép-délszláv diarendszerben olykor nincs meg ez az egyeztetés, amikoris a főnévvel kifejezett névszói rész eszközhatározói esetben áll (Ti pod svaku cijenu hoćeš biti mudrijašicom ’Te mindenáron nagyokos akarsz lenni’), de helyette az alanyeset is mindig helyes: Ti pod svaku cijenu hoćeš biti mudrijašica.
Állítmány és alany között nemcsak alaki, hanem értelmi egyeztetés is létezhet. Például országot megnevező alakilag többes számú alanyt egyes számúnak értelmeznek az angolban és a magyarban, és ezért az állítmány egyes számú: The United States has reacted angrily ’Az Egyesült Államok mérgesen reagált’. Más nyelvekben alaki egyeztetés van ebben az esetben is: Les États-Unis ont accueilli 50 millions de touristes étrangers en 2005 ’Az Egyesült Államok 50 millió külföldi turistát fogadott 2005-ben’. Fordított esetre is van példa, amikor egyes számú alakkal rendelkező gyűjtőnevekkel többes számú az állítmány. Az angolban és a franciában olykor kötelező az ilyen egyeztetés: (angolul) The police are questioning a man (egyes számú alany és többes számú állítmány) ’A rendőrség éppen kihallgat egy embert’, (franciául) La plupart sont venus ’A többség eljött’. A román grammatikákban az ennek megfelelő mondatban úgy az alaki, mint az értelmi egyeztetés is helyesnek tartott: Majoritatea a/au venit ’A többség eljött’.

#### Halmozott alannyal
Több, harmadik személyű egymással kapcsolatos mellérendelési viszonyban lévő alanyról lévén szó, nyelvtől függően többé-kevésbé összetett és különböző szabályok vannak a számbeli egyeztetésre vonatkozóan, és olykor úgy alaki, mint értelmi egyeztetés is lehetséges egyazon mondat esetében:
- (magyarul) A füzetek, a ceruzák, a könyv a helyén van/vannak?[32]
- (angolul)[10]

Jamie and Emma go sailing at weekends – többes számú állítmány ’Jamie és Emma hajózni mennek hétvégéken’;
Bread and butter was all we had – egyes számú állítmány ’Csak kenyerünk és vajunk volt’;
- (franciául)

Jeanne et Marianne se sont tues – többes számú állítmány ’Jeanne és Marianne elhallgattak’;
Leur condition et l’état du monde les força d’être toujours en armes – egyes számú állítmány ’Mivoltuk és a világ állapota arra kényszerítette őket, hogy mindig fegyverben legyenek’ (Anatole France);
- (románul) Nici mama, nici tata n-a/au venit – egyes vagy többes számú állítmány ’Se édesanyám, se édesapám nem jött el’;[35]
- (horvátul)[36]

Momak i gostioničar su umorni – többes számú állítmány ’A fiú és a fogadós fáradtak’;
Ove godine poharala je tuča i suša silno vinograde – egyes számú állítmány ’Az idén a jégverés és az aszály erősen tönkretette a szőlőültetvényeket’.
Amikor az alanyok különböző személyűek, az állítmány mindig a „kisebb számú” személyhez igazodik:
- (magyarul) Én és te szeretjük egymást, Ti és ők mikor ismerkedtetek meg?;[37]
- (franciául) Maman, mon frère et moi étions assis l’un près de l’autre ’A mama, a fivérem és én egymás mellett ültünk’, Lui et toi, vous êtes blonds ’Ő és te szőkék vagytok’;[38]
- (románul) Eu, tu și el plecăm la teatru ’Én, te és ő a színházba indulunk’, Tu și ei veți veni mâine dimineață ’Te és ők majd holnap reggel jöttök’.[26]

A grammatikai nem kategóriájával rendelkező itt említett nyelvekben az alanyok különböző neműek is lehetnek.
A francia nyelvben ekkor az állítmány mindig hímnemű: Lucien et Françoise se sont aperçus en même temps de leur erreur ’Lucien és Françoise egyidőben vették észre a tévedésüket’.
A románban csak személyeket és állatokat megnevező nemek szerinti alakokkal rendelkező alanyok esetében ugyanaz a szabály, mint a franciában: Tata și mama sunt bine dispuși ’A papa és a mama jókedvűek’. Ha ilyen alany együtt van élettelent megnevezővel, akkor az előbbi neme a mérvadó: Sacul (hn.) și pisica (nn.) au fost găsite ’A zsákot és a macskát megtalálták’ (szó szerint ’A zsák és a macska meg lettek találva’). Amennyiben különböző nemű élettelenek az alanyok, az állítmány általában nőnemű: Muntele (hn.) și valea (nn.) sunt împădurite ’A hegyet és a völgyet erdők borítják’ (szó szerint ’A hegy és a völgy erdősítettek’). Ellenben ha a hímnemű alany többes számú és ő van legközelebb az állítmányhoz, ez átveszi a nemét: Valea și munții sunt împăduriți.
A közép-délszláv diarendszerben számuktól függetlenül a csak hímnemű alanyokkal hímnemben egyezik az állítmány, és a csak nőneműekkel nőnemben. Más a helyzet azonban, ha az alanyok mind semlegesneműek. Ha többes számúak, akkor semlegesnemű az állítmány (Opušćela su sela i polja ’Elhagyatottak a falvak és a mezők’), de ha egyes számúak, akkor hímnemű: Sunce i ljeto još nijesu stigli ’A nap és a nyár még nem érkeztek meg’. Különböző nemű alanyok esetében az egyeztetés hímnemben történik nemcsak ha hímnemű van együtt nőneművel, hanem akkor is, ha semleges nemű van együtt hímnevűvel vagy nőneművel: Majka i dijete (sn.) dobro su se ośećali ’Anya és gyermek jól érezték magukat’, Vo (hn.) i tele (sn.) mirno su pasli ’Az ökör és a borjú békésen legeltek’.

#### Kötelező inkongruencia
Kötelező inkongruencia (egyeztetés hiánya) esetei is fennállnak állítmány és alany között, például az itt említett indoeurópai nyelvekben, amelyekben a többes szám második személyű alakkal történik egyetlen személyhez is az önözésnek megfelelő megszólítás. Példa igei állítmánnyal: (franciául) Entrez, Madame ’Jöjjön be, asszonyom!’ A névszói állítmány kopulája is többes számban egyezik, de a névszói rész egyes számban, ha az alany egyetlen személy:
- (franciául) Êtes-vous content, Monsieur ? ’Elégedett-e Ön, uram?’, Madame, vous êtes la patronne ’Asszonyom, Ön a főnök’;[42]
- (horvátul) Vi ste već odavna lovac? ’Ön már régóta vadász?’[43]

A románban kétszeres az egyeztetés hiánya, mivel a dumneavoastră ’Ön(ök)’ névmás alakilag egyes számú, de több személyt is képvisel. Vele a kopula mindig többes számú, a névszói rész pedig szám és nem szerint értelmileg egyezik: Dumneavoastră sunteți mulțumit (hn.) / mulțumită (nn.) / inginer / ingineră ’Ön elégedett / mérnök’, Dumneavoastră sunteți mulțumiți / mulțumite / ingineri / inginere ’Önök elégedettek / mérnökök’.

### A jelző és az artikulus egyeztetése
A jelzők közül a melléknévvel és a melléknévként használt egyéb szavakkal kifejezettekkel kapcsolatban merül fel az egyeztetés kérdése. A magyarban a mutató névmást is, egyéb nyelvekben az artikulusokat (névelőket, végartikulusokat) is érinti. Nagy különbségek vannak e tekintetben a magyar és az e cikkben említett indoeurópai nyelvek között.
A magyarban a melléknévi jelző nem egyezik a jelzett szóval. A névelők sem egyeznek azzal a szóval, amelyhez tartoznak. Ezzel szemben a főnévi mutató névmással kifejezett jelző ugyanazokat a jeleket, ragokat és névutókat veszi fel, mint az alaptagja: ebben a pillanatban, az előtt a ház előtt, azok a gyerekek, ezé a kislányé. Az értelmező jelző is egyezik számban az alaptagjával, és általában felveszi annak viszonyragját, esetleg birtokos személyjelét és névutóját: A szerelmemet, az elsőt nem felejtem el, Mária nélkül, a barátnőm nélkül nem megyek sehova. Más esetű is lehet az értelmező, ha olyan határozóról van szó, amely több esetraggal is kifejezhető, mint amilyen a helyhatározó: egy másik helyen, a mellvéd árnyékában.
Az angolban sem érinti az egyeztetés a melléknévi jelzőt és a névelőket: small bottles ’kis palackok’, stolen bottles of whisky ’lopott viszkisüvegek’. Csupán az azonosító értelmező egyezik számban: The man is a fool, a complete idiot ’Az az ember bolond, teljesen idióta’.
A franciában a melléknévi jelző számban és nemben egyezik az alaptagjával, és a névelőket is érinti az egyeztetés: le chien noir – egyes szám, hímnem ’a fekete kutya’, une belle pomme – egyes szám, nőnem ’egy szép alma’, des petits camarades français – többes szám, hímnem (határozatlan névelővel) ’francia pajtások’, du vin blanc – egyes szám, hímnem (anyagnévelővel) ’fehér bor’, ce pigeon – egyes szám, hímnem ’ez a galamb’, sa photo – egyes szám, nőnem (birtokos determináns) ’a fotója’, la seconde guerre mondiale – egyes szám, nőnem ’a második világháború’. Az értelmező is egyezik az alaptagjával: L’enfant, ravi, mangeait sa pomme dans la cour – egyes szám, hímnem ’A gyerek boldogan ette az almát az udvaron’ (szó szerint ’A gyerek, boldog,…’). Je revois la coiffe de ma grand-mère, une vieille femme ridée – egyes szám, nőnem ’Újra látom a nagyanyámnak, egy ráncos öregasszonynak a főkötőjét’.
A románban számban, nemben és esetben egyezik a melléknévi jelző, valamint az artikulusok:
casa cea nouă a părinților mei ’a szüleim új háza’
– a casă ’ház’ egyes szám nőnem alanyesetű főnévvel egyeztetettek: az -a határozott végartikulus, a cea mutató névelő, a nouă melléknév és az a birtokos névelő;
– a părinți ’szülők’ többes szám hímnemű főnévvel egyeztetettek: a -lor birtokos esetű határozott végartikulus és a mei melléknévként használt birtokos névmás;
unei prietene scumpe ’egy drága barátnőnek’ – A prietene ’barátnő’ egyes szám nőnem részes esetű főnévvel egyeztetett az unei határozatlan névelő és a scumpe ’drága’ melléknév.
Az értelmező számban és nemben egyezik az alaptagjával, de rendszerint alanyesetű, akkor is, ha az alaptagja más esetben áll: Pajul Cupidon, vicleanul, mult e rău și alintat ’Cupido apród, a ravasz, igen rossz és elkényeztetett’ (Mihai Eminescu), I-am scris Floricăi (részes eset), sora mea ’Írtam Floricának, a nővéremnek’.
A közép-délszláv diarendszerben is a melléknévi jelző számban, nemben és esetben egyezik az alaptagjával:
Traži se igrač s dugim rukama ’Hosszú kezű játékos kerestetik’ – A rukama ’kezek’ többes szám nőnem eszközhatározói esetű főnévvel egyezik a dugim ’hosszú’ melléknév.
Komšija je prodao dvije kuće ’A szomszéd két házat adott el’ – A kuće ’házakat’ egyes szám nőnem tárgyesetű főnévvel egyezik a dvije ’két’ melléknévként használt tőszámnév.
To su naši problemi ’Ezek a mi gondjaink’ – A problemi többes szám hímnem alanyesetű főnévvel egyezik a naši melléknévként használt birtokos névmás.
Néhány kivétellel az értelmező is számban, nemben és esetben egyezik:
(szerbül) Onako mladoj i neiskusnoj, Sombor joj se učinio kao velegrad ’Amilyen fiatal és tapasztalatlan volt, Zombor nagyvárosnak tűnt neki’ – A joj ’neki’ egyes szám nőnem részes esetű személyes névmással egyeznek a mladoj ’fiatalnak’ és neiskusnoj ’tapasztalatlannak’ melléknevek.
(montenegróiul) Javi se Petru, komšiji koji prodaje kuću ’Fordulj Petarhoz, ahhoz a szomszédhoz, aki eladja a házat’ – A Petru egyes szám hímnem részes esetű főnévvel egyezik a komšiji ’a szomszédnak’ főnév.

### Az állapothatározó egyeztetése
A magyarban az állapothatározó fakultatívan egyezhet számban a tárggyal: Őket vidámaknak/vidámnak látom.
Az itt említett indoeurópai nyelvekben is vannak az állapothatározó egyes fajtáinak megfelelő mondatrészek, amelyek egyeznek más mondatrésszel, a franciában és a románban csak számban és nemben, a közép-délszláv diarendszerben esetben is:
- (franciául)

Elle est considérée comme incapable d’une telle action ’Képtelennek tartják őt ilyen cselekedetre’ [szó szerint ’Ő (nn.) van tartott mint képtelen…’] – Az incapable melléknév az elle egyes szám nőnemű személyes névmással kifejezett alannyal egyezik.
Les critiques ont jugé très spirituel le dernier film de Woody Allen ’A kritikusok nagyon szellemesnek ítélték Woody Allen legutóbbi filmjét’ – A spirituel melléknév a film egyes szám hímnemű főnévvel kifejezett tárggyal egyezik.
- (románul)[67]

Ea trece indiferentă prin mulțime ’(A nő) közönyösen szeli át a tömeget’ – Az indiferentă ’közönyös’ melléknév az ea nőnem egyes számú személyes névmással kifejezett alannyal egyezik.
L-a luat drept hoț ’Tolvajnak hitte’ – A hoț főnév a l- egyes szám hímnemű személyes névmással kifejezett tárggyal egyezik.
- (szerbül)[68]

Naši su prvi stigli na cilj ’A mieink elsőkként értek célba’ – A prvi melléknév a naši többes szám hímnemű birtokos névmással kifejezett alannyal egyezik.
Nikad te nisam video ovakvog ’Sose láttalak ilyennek’ – Az ovakvog mutató névmás a te egyes szám hímnemű személyes névmással kifejezett tárggyal egyezik.

### Forikus elemek egyeztetése
Egyes nyelvekben a mondategység szintjén működnek személyes névmással kifejezett anaforikus (visszautaló) és kataforikus (előreutaló) elemek is, amelyek megkétszereznek egyes főnévvel vagy névmással kifejezett mondatrészeket, egyúttal egyezve ezekkel.
A franciában ez a jelenség fakultatív, az illető mondatrész nyomatékossá tételének az egyik módszere. Személyben, számban és nemben való egyeztetésről van szó:
Ta soeur, elle est merveilleuse ’A nővéred gyönyörű’ – visszautalás az egyes szám nőnem harmadik személyű alanyra;
Votre oncle, je l’ai connu au régiment ’A maga nagybácsiját a katonai szolgálatom alatt ismertem meg’ – visszautalás az egyes szám hímnem harmadik személyű tárgyra;
Moi, je le ferai ’Én majd megteszem’ vagy Je le ferai, moi ’Majd megteszem én’ – előreutalás, illetve visszautalás az egyes szám első személyű alanyra.
A románban az ilyesfajta utalás a tárgyra és a részeshatározóra olykor kötelező nyomatékosítás nélkül is, máskor fakultatív nyomatékosítással vagy anélkül:
Mă așteaptă pe mine ’Engem vár’ – kötelező előreutalás az egyes szám 3. személyű tárgyra;
Cartea am citit-o ’A könyvet elolvastam’ – nyomatékosítás céljából való mondat elejére helyezése az egyes szám nőnemű 3. személyű tárgynak, és ezért kötelező visszautalás rá;
Unui om i s-au furat banii ’Egy embernek ellopták a pénzét’ – kötelező visszautalás az egyes szám hímnem 3. személyű részeshatározóra;
La câți (le) dai premii? ’Hánynak adsz díjat?’ – fakultatív visszautalás a többes szám hímnem 3. személyű részeshatározóra.
Birtokos szerkezetben is van anaforikus egyeztetés, ugyanis a birtokos névmás (pl. a franciában és a románban), a birtokos esetű személyes névmás (pl. a románban), illetve a birtokos személyjel a magyarban a birtokossal egyezik:
- (franciául) J’ai perdu mon parapluie ’Elvesztettem az esernyőmet’ – A birtokos névmás jelzőként számban és nemben (hímnem) egyezik a birtokkal, valamint személyben és számban a birtokossal.[73]
- (angolul) Nigel looked at Jemima and put his hand on her arm ’Nigel Jemimára nézett, és kezét rátette ennek karjára’ – A birtokos névmásnak tekintett her csak a birtokossal egyezik, számban és nemben (nőnem).[74]
- (románul)[75]

El vorbește cu prietenul său ’(A fiú) a barátjával beszél’ – A birtokos névmás jelzőként számban és nemben (hímnem) egyezik a birtokkal, valamint személyben és számban a birtokossal.
El vorbește cu prietenul lui – mondattani szinonimája a fentinek – A birtokos esetű személyes névmás csak a birtokossal egyezik, számban és nemben (hímnem).
A közép-délszláv diarendszerben van a birtokkal személyben, számban, nemben és esetben, a birtokossal pedig személyben, számban és nemben egyeztetett birtokos névmás:
(szerbül)
pisac i njegovo delo ’az író és műve’ – A njegovo birtokos névmás egyes szám semleges nem 3. személy alany- vagy tárgyesetű birtokra, valamint egyes szám hímnem 3. személyű birtokosra utal.
odluka i njene posledice ’a határozat és következményei’ – A njene birtokos névmás többes szám nőnem 3. személy alany- vagy tárgyesetű birtokra, valamint egyes szám nőnem 3. személyű birtokosra utal.

## Az összetett mondat szintjén
Egyes grammatikák úgy tekintik, hogy, ha egy mondatban egynél több ige, beleértve kopula van, akkor összetett mondatról van szó. Más grammatikák szerint több igét tartalmazó mondat egyszerű, halmozott állítmányú mondat is lehet.
Mindkét nézetben több igének egy alanya is lehet. Az előbbi nézet szempontjából az egyeztetés túllépi az egyszerű mondat szintjét, mivel mindegyik állítmány az egyetlen alannyal egyeztetett, pl. Felöltöztem, majd munkába indultam.
Anaforikus egyeztetés esete is fennáll az ilyen összetett mondatban. Ez különösen olyan nyelvekben nyilvánvaló, amelyekben csaknem mindig kötelező az alany külön szóval való kifejezése, mint amilyen a francia. Ebben, az alany első előfordulásán kívül az első állítmánnyal, mindegyik további állítmánnyal jelen kell lennie az alanynak rá visszautaló személyes névmás alakjában, amely személyben, számban és nemben egyezik vele: Le vendeur m’a dit que l’article était épuisé et qu’il ne savait pas quand le stock serait réapprovisionné ’Az eladó azt mondta nekem, hogy a tétel elfogyott, és hogy nem tudja, mikor fogják feltölteni újra a készletet’ – az il ’ő’ személyes névmás visszautal a le vendeur ’az eladó’ egyes szám hímnem 3. személyű alanyra. Az angolban is megvan az ilyen visszautalás, de nem kötelező: The man went up to the 86th floor and (he) jumped ’Az ember felment a 86. emeletre és leugrott’.
Anaforikus egyeztetés egyéb szófajokat is érint, például a számnevet, amennyiben jelzi a nem kategóriáját, mint a románban, bár ebben a nyelvben csak az egyesre és a kettesre korlátozódik: Studentele au plecat, numai două au mai rămas ’A diáklányok elmentek, csak ketten maradtak’.
Ugyancsak anaforikus egyeztetés van bizonyos esetekben mellékmondatot bevezető vonatkozó névmás vagy vonatkozó határozószó és egy főmondatbeli szó között. A magyarban ez legtöbbször egy utalószó. Olykor csak személybeli és számbeli az egyeztetés, máskor esetbeli is:
- utalószóval: Péter az, akit már régen vártunk,[82] Addig nyújtózkodj, ameddig a takaród ér.[83]
- más szóval: Nem én voltam az első, akit becsapott, „A harcot, melyet őseink vívtak, békévé oldja az emlékezés.” (József Attila).[84]

## A diskurzus szintjén
Az egyeztetés túllépi az összetett mondat szintjét is. Például abban nyilvánul meg, hogy a diskurzusban első személyű elbeszélő esetén egyes szám első személyű mindegyik olyan ige, melynek ő az alanya.
Az egyeztetés anaforikus és kataforikus elemeket is érint úgy, mint a mondat szintjén:
- (magyarul)[85]

Muki kutya szereti a labdáját. Azzal akar mindig játszani – A második mondatbeli azzal mutató névmás anaforikus elemként az első mondatbeli tárgyra (labdáját) utal vissza, számban egyezve vele.
Ezt kóstold meg! Ilyen jó halászlét még nem ettél – Az első mondatbeli ezt mutató névmás kataforikus elemként a második mondatbeli tárgyra (halászlét) utal előre, számban egyezve vele.
- (franciául) J’ai écrit à Pierre et à Paul ; celui-ci m’a répondu le premier ’Írtam Paulnak és Pierre-nek; az utóbbi (szó szerint ’ez’) elsőként válaszolt’ – A második mondatbeli celui-ci ’ez’ mutató névmás anaforikus elemként az első mondatbeli második részeshatározóra (à Paul) utal vissza, számban és nemben egyezve vele.[86]
- (angolul) A young woman entered the room. She was carrying a large briefcase ’Fiatal nő lépett a szobába. Nagy bőröndöt cipelt’ – A második mondatbeli she személyes névmás anaforikus elemként az első mondatbeli alanyra (a … wooman) utal vissza, személyben, számban és nemben egyezve vele.[1]
- (montenegróiul) Petar je doputovao u grad. S njim je bio i Ivan ’Petar a városba utazott. Vele volt Ivan is’ – A második mondatbeli s njim ’vele’ személyes névmás anaforikus elemként az első mondatbeli alanyra (Petar) utal vissza, személyben, számban és nemben egyezve vele.[87]